# Mariano Quesada y Valiente
Mariano Díaz Quezada y Valiente fue un abogado y político peruano. Durante las jornadas de la Independencia de Trujillo ocupaba el cargo de síndico procurador de Lambayeque y en su casa se firmó la segunda acta de independencia de esa ciudad el 31 de diciembre de 1820.
Fue miembro del Congreso Constituyente de 1822 por el departamento de La Libertad. Dicho congreso constituyente fue el que elaboró la primera constitución política del país.